# Eurovision - Australia Decides 2020
La seconda edizione di Eurovision - Australia Decides è stata organizzata dall'emittente radiotelevisiva australiana SBS per selezionare il rappresentante della nazione all'Eurovision Song Contest 2020 a Rotterdam.
La vincitrice è stata Montaigne con Don't Break Me.

## Organizzazione
La competizione è stata annunciata da SBS ad agosto 2019, insieme alla data (8 febbraio 2020) e ai nomi dei presentatori (Joel Creasey e Myf Warhurst, gli stessi dell'edizione precedente). Contemporaneamente, l'emittente ha inoltre aperto la possibilità di inviare canzoni fino al successivo 30 settembre. Esattamente come accaduto nella prima edizione, la sera prima della finale i partecipanti si esibiranno di fronte ai giurati, il cui voto andrà a comporre metà del totale insieme al televoto.

## Partecipanti
I primi quattro partecipanti sono stati annunciati a novembre 2019, e i rimanenti sei il mese successivo.
| Artista         | Titolo               | Lingua              | Compositori                                                    |
| --------------- | -------------------- | ------------------- | -------------------------------------------------------------- |
| Casey Donovan   | Proud                | Inglese             | Justine Eltakchi                                               |
| Diana Rouvas    | Can We Make Heaven   | Inglese             | Diana Rouvas, Louis Schoorl                                    |
| Didirri         | Raw Stuff            | Inglese             | Didirri Peters                                                 |
| iOTA            | Life                 | Inglese             | Jesse Watt                                                     |
| Jack Vidgen     | I Am King I Am Queen | Inglese             | Jack Vidgen, Andrew Lowden                                     |
| Jaguar Jonze    | Rabbit Hole          | Inglese             | Aidan Hogg, Deena Lynch                                        |
| Jordan Ravi     | Pushing Stars        | Inglese             | Mattias Lindblom, Tania Doko, George Sheppard, Martin Eriksson |
| Mitch Tambo     | Together             | Inglese, gamilaraay | Roberto De Sa, Isabella Kearney-Nurse, Andy Hopkins            |
| Montaigne       | Don't Break Me       | Inglese             | Jessica Cerro, Anthony Egizii, David Musumeci                  |
| Vanessa Amorosi | Lessons of Love      | Inglese             | Vanessa Amorosi, Aleena Gibson, Trevor Muzzy                   |

## Finale
L'ordine di uscita della finale dell'8 febbraio 2020 è stato reso noto il precedente 6 febbraio. Montaigne ha vinto il voto della giuria, mentre Casey Donovan è arrivata prima nel televoto; con la combinazione dei punteggi, Montaigne è risultata la vincitrice finale.
| #  | Artista         | Brano                | Punteggio | Punteggio | Punteggio | Risultato |
| #  | Artista         | Brano                | Giuria    | Televoto  | Totale    | Risultato |
| -- | --------------- | -------------------- | --------- | --------- | --------- | --------- |
| 1  | iOTA            | Life                 | 19        | 13        | 32        | 9         |
| 2  | Jordan Ravi     | Pushing Stars        | 11        | 12        | 23        | 10        |
| 3  | Jaguar Jonze    | Rabbit Hole          | 18        | 28        | 46        | 6         |
| 4  | Jack Vidgen     | I Am King I Am Queen | 19        | 15        | 34        | 8         |
| 5  | Vanessa Amorosi | Lessons of Love      | 42        | 40        | 82        | 3         |
| 6  | Diana Rouvas    | Can We Make Heaven   | 24        | 18        | 42        | 7         |
| 7  | Mitch Tambo     | Together             | 24        | 33        | 57        | 5         |
| 8  | Casey Donovan   | Proud                | 40        | 60        | 100       | 2         |
| 9  | Montaigne       | Don't Break Me       | 54        | 53        | 107       | 1         |
| 10 | Didirri         | Raw Stuff            | 39        | 24        | 63        | 4         |